# Lars Holm
Lars Holm (* 19. September 1961) ist ein deutscher Offizier. Er ist Flottillenadmiral außer Dienst der Deutschen Marine und war von 2017 bis 2023 Kommandeur des Marineunterstützungskommandos.

## Militärische Laufbahn

### Ausbildung und erste Verwendungen
Holm trat mit der Crew VII/81 in die Bundesmarine ein und absolvierte bis 1982 die Ausbildung zum Marineoffizier an der Marineschule Mürwik in Flensburg. Hierzu gehörten auch Ausbildungsfahrten auf dem Segelschulschiff Gorch Fock und dem Schulschiff Deutschland. Von 1982 bis 1986 absolvierte er ein Studium der Wirtschafts- und Organisationswissenschaften an der Universität der Bundeswehr Hamburg, welches er als Diplomkaufmann abschloss. Während des Studiums nahm er an mehreren Truppenpraktika als 3. Wachoffizier auf Schnellbooten Kl. 142 beim 7. Schnellbootgeschwader in Kiel teil. Von 1986 bis 1987 erfolgte der A-Lehrgang zum Schiffstechnischen Offizier an der Technischen Marineschule in Kiel, es folgte von 1987 bis 1989 eine Verwendung als Schiffstechnischer Offizier auf einem Flugkörperschnellboot im 3. Schnellbootgeschwader in Flensburg. Von 1989 bis 1990 nahm er am B-Lehrgang  zum Schiffstechnischen Offizier an der Technischen Marineschule teil. Von 1990 bis 1992 war Holm in einer weiteren Truppenverwendung in Flensburg als Leiter einer Systemunterstützungsgruppe für Schnellboote, eingeschifft auf dem Tender Rhein. Von 1992 bis 1994 wurde er als Hörsaalleiter und Truppenfachlehrer für Schiffbautechnik und allgemeine Schiffstechnik an der Technischen Marineschule eingesetzt. Anschließend nahm er von 1994 bis 1996 der Admiralstabsausbildung an der Führungsakademie der Bundeswehr in Hamburg teil.

### Dienst als Stabsoffizier
Die erste Verwendung als Stabsoffizier führte Holm von 1996 bis 1997 als Referent im Referat Fü S IV 1 (Grundsatzangelegenheiten der Logistik der Bundeswehr; Logistische Führung der Bundeswehr; Internationale logistische Zusammenarbeit ), sowie von 1997 bis 1998 als Stabsoffizier beim Stabsabteilungsleiter Fü S IV in die Stabsabteilung Logistik im Führungsstab der Streitkräfte nach Bonn. Von 1998 bis 2000 war er als Dezernent im Dezernat 3 (Fähigkeiten, Haushalt, Infrastruktur, Logistik) im Stab des Deutschen Militärischen Vertreters beim NATO-Militärausschuss in Brüssel, Generalleutnant Klaus Wiesmann, eingesetzt. Von 2000 bis 2002 war Holm Leiter des Studentenfachbereichs Wirtschafts- und Organisationswissenschaften an der Universität der Bundeswehr Hamburg. Es folgte eine 2003 bis 2006 eine Verwendung als Dezernatsleiter Grundsatzangelegenheiten Logistik und Einführung SASPF im Marineamt in Rostock. Im Jahr 2006 war er als Referent im Arbeitsbereich 8 (Streitkräfteplanung und Wirtschaftlichkeit ) des Planungsstabes im Bundesministerium der Verteidigung in Berlin eingesetzt.  Es folgte eine Versetzung nach Glücksburg-Meierwik, wo er 2006 bis 2009 als Abteilungsleiter Technik/Logistik im Flottenkommando eingesetzt wurde. 2009 wurde er nach Berlin zurückversetzt, wo er bis 2012 diesmal als Arbeitsbereichsleiter wiederum im Arbeitsbereich 8 im Planungsstab diente. Er war hierbei für die Beratung des Ministers in den Themenbereichen Bundeswehrplanung und Haushalt, Modernisierung, Wirtschaftlichkeit, Controlling, Stationierung, Organisation und Strukturen verantwortlich. Es folgte von 2012 bis 2017 eine weitere ministerielle Verwendung als Referatsleiter des Referats Planung II 4 Fähigkeitsentwicklung Domäne Wirkung (Land-, Luft-, Seestreitkräfte/Spezialkräfte der Bundeswehr).

### Dienst als Admiral
Im Februar 2017 wurde Holm, als Nachfolger von Flottillenadmiral Frank Martin Lenski, Kommandeur des Marineunterstützungskommandos. Auf diesem Dienstposten erhielt er dann auch selbst die Beförderung zum Flottillenadmiral. Holm ging im September 2023 in den Ruhestand.